# Hsien Wu Kung
Hsien Wu Kung (romanización de chino simplificado:孔宪武; 1897 - 1984) fue un botánico chino, siendo especialista taxonómico en las familias de Chenopodiaceae y Polygonaceae, y otros.

## Algunas publicaciones
- hsien-wu Kung, ge-lin Chu, cho-po Tsien, cheng-gung Ma, an jen Li, ke chien Kuan. 1979. Flora reipublicae popularis Sinicae delectis florae reipublicae popularis Sinicae agendae academiae Sinicae edita: tomo 25 (2). Angiospermae. Dicotyledonae. Chenopodiaceae, Amaranthaceae. Ed. Institutum Botanicum Academiae Sinicae Univ. Normalis Kansuensis, 262 pp.

- La abreviatura «H.W.Kung» se emplea para indicar a Hsien Wu Kung como autoridad en la descripción y clasificación científica de los vegetales.[4]